# Plutonia oromii
Plutonia oromii is een slakkensoort uit de familie van de Vitrinidae. De wetenschappelijke naam van de soort is voor het eerst geldig gepubliceerd in 1988 door Ibanez & Alonso.